# Oren Aharoni
Oren Aharoni (en hébreu : אורן אהרוני), né le 12 novembre 1973, à Tel Aviv-Jaffa, en Israël, est un ancien joueur et entraîneur de basket-ball israélien. Il évolue durant sa carrière au poste d'arrière.